# Still of the Night
Still of the Night is een Amerikaanse thriller uit 1982 onder regie van Robert Benton.

## Verhaal
De psychiater Sam Rice wordt na de moord op een patiënt betrokken bij het politieonderzoek. Wanneer hij bezoek krijgt van diens minnares Brooke Reynolds, wordt hij verliefd op haar. Hoewel alles erop wijst dat zij de moordenaar is, blijft hij in haar onschuld geloven. Vervolgens komt hij erachter dat hij ook zelf op het dodenlijstje staat.

## Rolverdeling
| Acteur           | Personage       |
| ---------------- | --------------- |
| Roy Scheider     | Sam Rice        |
| Meryl Streep     | Brooke Reynolds |
| Jessica Tandy    | Grace Rice      |
| Joe Grifasi      | Joseph Vitucci  |
| Sara Botsford    | Gail Phillips   |
| Josef Sommer     | George Bynum    |
| Frederikke Borge | Heather Wilson  |
| Irving Metzman   | Murray Gordon   |
| Larry Joshua     | Dief            |
| Tom Norton       | Veilingmeester  |
| Richmond Hoxie   | Mijnheer Harris |
| Hyon Cho         | Mijnheer Chang  |
| Danielle Cusson  | Meisje          |
| John Bentley     | Nachtwaker      |
| George A. Tooks  | Liftbediende    |